# Reggenza di Waropen
La reggenza di Waropen (in indonesiano: Kabupaten Waropen) è una reggenza dell'Indonesia, situata nella provincia di Papua.